# Emmanuel Dupaty
Emmanuel Félicité Louis Charles Dupaty (Blanquefort, 30 luglio 1775 – Parigi, 29 luglio 1851) è stato un giornalista, drammaturgo e librettista francese.
Fu inoltre ufficiale di marina e amministratore della Bibliothèque de l'Arsenal.

## Biografia

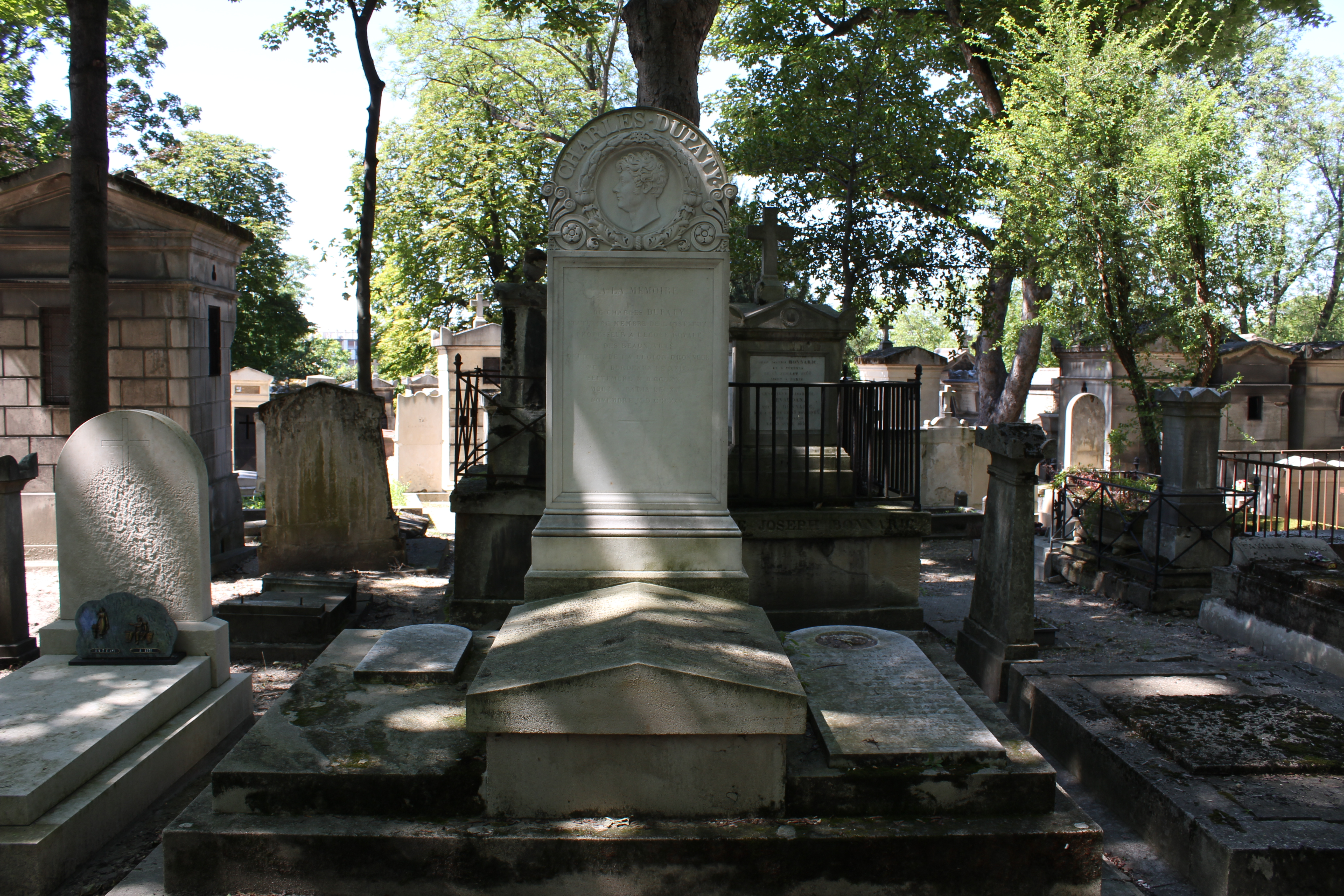
Tomba di Emmanuel Dupaty al Cimitero di Père-Lachaise

Emmanuel Dupaty è il secondo figlio del magistrato di Bordeaux Jean-Baptiste Mercier Dupaty e Marie Louise Adélaïde Fréteau. È il fratello dello scultore Charles Dupaty.
Molto giovane, andò a Parigi. Chiamato nel 1792, entrò in marina. Il 1º giugno 1794 era a bordo di una delle navi incaricate di scortare un convoglio navale che trasportava grano dagli Stati Uniti. Attaccata da uno squadrone britannico al largo di Brest, la flotta francese fu messa fuori combattimento. Sopravvissuto, Dupaty fu inviato in missione nel sud-ovest come ingegnere-idrografo. Tornato a Parigi nel 1797, lasciò la marina per dedicarsi al teatro.
"Poi apparvero, quasi senza intervallo, quei graziosi brani, metà scritti, metà cantati, che hanno ravvivato il momento più severo e forse più grande della nostra storia". Alcuni di questi pezzi, che Alfred de Musset descrive come "composizioni facili", sono scritti in collaborazione con autori, tra cui Jean-Nicolas Bouilly, Jean-Baptiste Mardelle, Noël Aubin, Pierre-Yves Barré e Desfontaines-Lavallée. Uno di essi, L'Antichambre ou les Valets maîtres, poi ribattezzato Picaros et Diego ou la Folle Soirée, fu vietato dalla polizia nel 1802. Dupaty fu confinato a Brest e minacciato di deportazione, ma Napoleone lo richiamò a Parigi.
Partecipò alla difesa di Parigi nel 1814. È raffigurato nel dipinto di Horace Vernet, La Barrière de Clichy. Difesa di Parigi, 30 marzo 1814 insieme ad altri difensori di Parigi provenienti dai circoli bonapartisti.
Ha poi ripreso a scrivere per il teatro e ha composto canzoni per la Société du Caveau. Durante la Restaurazione, scrisse su diversi piccoli giornali che si opponevano alla reazione monarchica e nel 1819 pubblicò un poema satirico, Les Délateurs, ispirato ai guai scoppiati dopo l'assassinio del maresciallo Brune.
Fu eletto membro dell'Accademia di Francia nel 1836, contro Victor Hugo al quale indirizzò questi versi:
Nel 1842 divenne amministratore della Bibliothèque de l'Arsenal. La sua morte arrivò mentre stava lavorando a un lungo poema drammatico, Isabelle de Palestine, che non è mai stato pubblicato. Morì il 29 luglio 1851 a Parigi e fu sepolto nel cimitero di Père-Lachaise (27ª divisione).
Il nome di Emmanuel Dupaty compare a pagina 125 dei Dictionnaires des girouette pubblicati nel 1815.

## Opere

### Teatro
- 1784: Figaro, directeur des marionnettes, commedia in 1 atto e in prosa, mista a vaudevilles e ariette;[6]
- 1797: Arlequin journaliste, commedia in 1 atto, in prosa, mista a vaudevilles, con René de Chazet e Jean-Baptiste Mardelle;
- 1797: L'Opéra comique, opéra-comique in 1 atto, in prosa e ariette, musica di Domenico Della Maria
- 1797: Les Français à Cythère, commedia in 1 atto, in prosa, mista a vaudevilles, con Auguste Creuzé de Lesser e de Chazet;
- 1798: Le Chapitre second, commedia in un atto, musica di Jean-Pierre Solié;
- 1798: Le Déménagement du salon, ou le Portrait de Gilles, commedia-parade in 1 atto mista a vaudevilles, con Noël Aubin, de Chazet e Léger;
- 1798: Arlequin tout seul, commedia-monologo in prosa mista a vaudevilles;
- 1799: Le Buste de Préville, impromptu in 1 atto e in prosa, con de Chazet;
- 1799: La Girouette de Saint-Cloud, impromptu in 1 atto, in prosa, mista a vaudevilles, con Pierre-Yves Barré, Jean-Baptiste Radet, Desfontaines-Lavallée e Bourgueil;
- 1800: D'auberge en auberge, ou les Préventions, commedia in 3 atti;
- 1800: La Pluie et le Beau Temps, ou l'Été de l'an VIII, vaudeville in un atto, musica di Solié;
- 1802: Sophie, ou la Malade qui se porte bien, commedia in 3 atti, mista a vaudevilles;
- 1802: L'Antichambre ou les Valets maîtres, opéra-comique in un atto e in pros, musica di Nicolas Dalayrac;
- 1803: Picaros et Diego ou la Folle Soirée, opéra-comique in un atto e in prosa, musica di Dalayrac;
- 1803: La Prison militaire, ou les Trois prisonniers, commedia in 5 atti e in prosa;
- 1804: La Jeune Prude ou les Femmes entre elles, commedia in un atto e in prosa mista ad ariette, musica di Dalayrac;
- 1804: Les Deux Pères ou la leçon de botanique, commedia in 2 atti mista a vaudevilles;
- 1804: Ossian cadet, ou les Guimbardes, parodie des «Bardes», vaudeville in 3 piccoli atti, con Charles-François-Jean-Baptiste Moreau de Commagny e de Chazet;
- 1804: Les Vélocifères, commedia-parade in 1 atto, mista a vaudevilles con de Chazet e Moreau de Commagny;
- 1805: Les Femmes colères, divertissement in 1 atto, in prosa, mista a vaudevilles, con Francis baron d'Allarde e Moreau de Commagny;
- 1805: Le Lendemain de la pièce tombée, commedia in 1 atto, mista a vaudevilles, con Jean-Baptiste Dubois e Armand-Louis-Maurice Séguier;
- 1805: L'Intrigue aux fenêtres, opéra-bouffon in 1 atto, musica di Nicolas Isouard;
- 1805: Le Jaloux malade, commedia in 1 atto e in prosa, mista a vaudevilles;
- 1806: Une matinée du Pont-Neuf, divertissement-parade in 1 atto, mista a vaudevilles, con Marc-Antoine Madeleine Désaugiers, Francis baron d'Allarde e Michel Dieulafoy;
- 1806: L'Amant par vanité, ou le Père rival, commedia in 3 atti e in versi;
- 1806: Agnès Sorel, commedia in 3 atti, mista a vaudevilles;
- 1806: La Jeune mère, ou les attours de société, commedia in 2 atti, mista a vaudevilles
- 1806: Le Séducteur in voyage, ou les Voitures versées, commedia in 2 atti, mista a vaudevilles;
- 1808: Mademoiselle de Guise, opéra-comique in 3 atti, musica di Jean-Pierre Solié;
- 1808: Ninon chez Madame de Sévigné, commedia in 1 atto e in versi, mista a canti;
- 1809: Françoise de Foix, opéra-comique in 3 atti, libretto con Jean-Nicolas Bouilly, musica di Henri-Montan Berton e Charles-Frédéric Kreubé (ouverture);
- 1810: Cagliostro ou la Séduction, opéra-comique in 3 atti, libretto con Jacques-Antoine de Révérony Saint-Cyr), (musica: atto 1 di Victor Dourlen, atti 2 e 3 di Antonín Reicha);
- 1810 (Vienna)-1821 (Weimar versione rivista): Mathilde von Guise, opera in 3 atti, su soggetto di Dupaty, libretto e musica di Johann Nepomuk Hummel;
- 1811: Le Poète et le Musicien ou Je cherche un sujet, commedia in 3 atti e in versi mista a canti; (Dupaty aggiunse un prologo in versi liberi in omaggio a Dalayrac da poco scomparso), musiche di Dalayrac;
- 1811: La Petite revue lyonnaise, ou Fanchon la vielleuse à Lyon, commedia-vaudeville impromptu in 1 atto;
- 1811: Avis aux mères, ou les Deux fêtes, commedia in 1 atto e in versi;
- 1813: Le Camp de Sobieski, ou le Triomphe des femmes, commedia in 2 atti e in versi, mista a canti;
- 1814: Bayard à Mézières, opéra-comique in 1 atto, musica di Luigi Cherubini;
- 1815: Félicie, ou la Jeune fille romanesque, opéra-comique in 3 atti e in prosa;
- 1820: Les Voitures versées, opéra-comique in 2 atti, musica di François-Adrien Boieldieu;
- 1823: Un dernier jour de fortune, commedia-vaudeville in 1 atto;
- 1831 (Napoli): Francesca di Foix, melodramma giocoso in 1 atto, libretto di Domenico Gilardoni e Dupaty, da Jean-Nicolas Bouilly, musica di Gaetano Donizetti;

### Altri scritti
- Les Délateurs, ou Trois années du dix-neuvième siècle (1819)
- L'Art poétique des demoiselles et des jeunes gens, ou Lettres à Isaure sur la poésie, Première partie comprenant l'histoire de la poésie et des poètes anciens (1824)